# جون بولين
جون بولين (بالإنجليزية: Jon Paulien)‏ هو عالم عقيدة أمريكي، ولد في 1949 في نيويورك في الولايات المتحدة.